# The X Tour (Christina Aguilera)
De X Tour is de zesde concerttournee van de Amerikaanse zangeres Christina Aguilera, ter ondersteuning van haar achtste studioalbum. De tour is een vervolg op haar tour van 2018, bestaande uit 15 shows in Europa.
Aguilera toerde in 2006 voor het laatst in Europa met haar Back to Basics Tour, waarbij de X Tour haar eerste Europese tournee is in twaalf jaar.

## Setlist
Deze setlijst komt uit de show van 4 juli 2019 in Parijs. Deze is niet representatief voor de hele tournee.
1. "Bionic"
2. "Your Body"
3. "Genie in a Bottle"
4. "The Voice Within"
5. "Dirrty"
6. "Vanity" / "Express" / "Lady Marmalade"
7. "Fall in Line"
8. "Can't Hold Us Down"
9. "Sick of Sittin'"
10. "Maria"
11. "Twice"
12. "Say Something"
13. "Reflection "
14. "What a Girl Wants" / "Come On Over Baby (All I Want Is You)"
15. "Ain't No Other Man"
16. "Candyman"
17. "Accelerate"
18. "Feel This Moment"
19. "Beautiful"
20. "Fighter"
21. "Let There Be Love"

## Shows
| Datum            | stad             | land        | plaats              | Openingsact  | Opkomst       | Omzet     |
| Europa           | Europa           | Europa      | Europa              | Europa       | Europa        | Europa    |
| ---------------- | ---------------- | ----------- | ------------------- | ------------ | ------------- | --------- |
| 4 juli 2019      | Parijs           | Frankrijk   | AccorHotels Arena   | Drax Project | 4.750 / 8.000 | $ 432.934 |
| 6 juli 2019      | Antwerpen        | België      | Sportpaleis         | Drax Project | 8,416 / 8,416 | -         |
| 8 juli 2019      | Amsterdam        | Nederland   | Ziggo Dome          | Drax Project | -             | -         |
| 11 juli 2019     | Berlijn          | Duitsland   | Mercedes-Benz Arena | Drax Project | -             | -         |
| 13 juli 2019     | Stuttgart        | Duitsland   | Schlossplatz        | —            |               |           |
| 15 juli 2019     | Locarno          | Zwitserland |                     | —            |               |           |
| 19 juli 2019     | Pori             | Finland     | Kirjurinluoto Arena | —            |               |           |
| 21 juli 2019     | Saint Petersburg | Rusland     | Ice Palace          | Hanna [ru]   | —             | —         |
| 23 juli 2019     | Moskou           | Rusland     | VTB Indoor Arena    | MARUV        | —             | —         |
| 5 november 2019  | Dublin           | Ierland     | 3Arena              | Alma         | —             | —         |
| 7 november 2019  | Glasgow          | Schotland   | SSE Hydro           | Alma         | —             | —         |
| 9 november 2019  | Londen           | Engeland    | SSE Arena           | Alma         | —             | —         |
| 10 november 2019 | Londen           | Engeland    | SSE Arena           | Alma         | —             | —         |
| 12 november 2019 | Manchester       | Engeland    | Manchester Arena    | Alma         | —             | —         |
| 14 november 2019 | Birmingham       | Engeland    | Resorts World Arena | Alma         | —             | —         |